# Györgyei Ferenc
Györgyei Ferenc (Újpest, 1900. november 29. – Dorog, 1970. augusztus 26.) magyar bajnok, válogatott, olimpikon birkózó, edző.

## Pályafutása
Szülővárosának egyesületében, az Újpesti TE birkózó szakosztályánál kezdte az aktív sportolást és pályafutása nagy részét is ott töltötte. Legsikeresebb éve 1924 volt, amikor országos bajnoki címet szerzett, valamint részt vett a párizsi olimpián. Az 1930-as évek elején Dorogra költözött, ahol az 1930-ban megalakult Dorogi AC birkózó szakosztályához igazolt. A versenyzés mellett a csapat edzője, majd szakosztályvezető is lett. Oroszlánrészt vállalt a dorogi birkózás sikereiből, valamint elvitathatatlan szerepe volt abban, hogy az általa vezetett csapat néhány év alatt az ország legjobb birkózó egyesületévé nőtte ki magát. Leghíresebb tanítványai közé tartozott Beke Imre és Kripkó Antal. A második világháborút követően a dorogi kórház alkalmazásában állt nyugdíjazásáig, ahol a betegszállító gépkocsi vezetője volt.

## Családja
Fia, Györgyei Lajos szintén országos bajnok birkózó. Veje az egykori legendás dorogi labdarúgó, Pfluger Dezső volt.

## Külső hivatkozások
- A Dorogi Nehézatlétikai Club honlapja